# Nothus lunigeraria
Nothus lunigeraria är en fjärilsart som beskrevs av Jacob Hübner 1823. Nothus lunigeraria ingår i släktet Nothus och familjen Sematuridae. Inga underarter finns listade i Catalogue of Life.